# 多胡碑

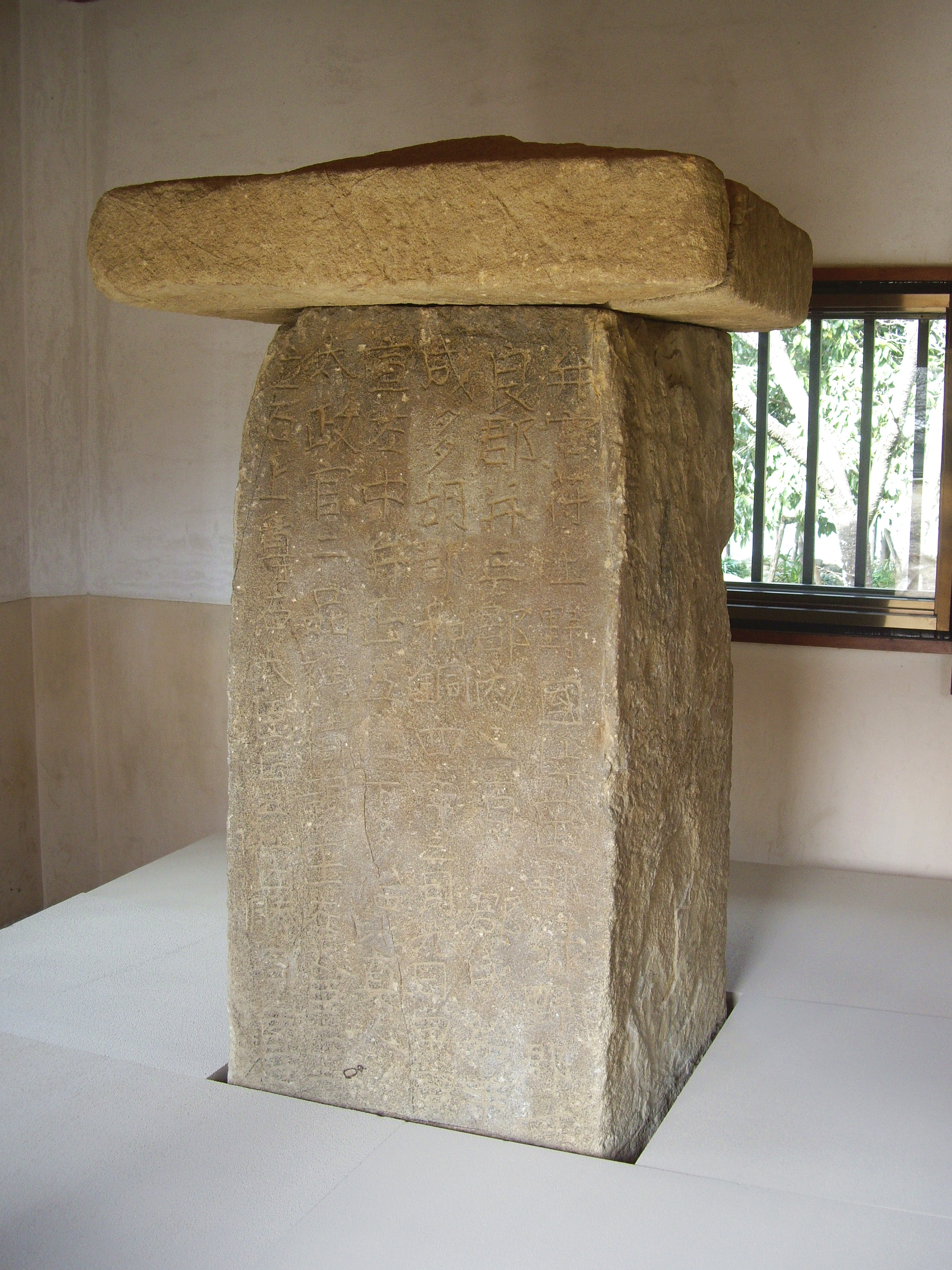
多胡碑

多胡碑（たごひ、たごのひ）は、群馬県高崎市吉井町池字御門にある古碑（金石文）。多胡郡の建郡を記念して和銅4年（711年）ごろに建碑された。
国の特別史跡に指定されており、「上野三碑」の一つとして国連教育科学文化機関（UNESCO）の「世界の記憶」に登録されている。また、書道史の上からは日本三古碑の一つとされる。

## 概要
碑身、笠石、台石からなり、材質は近隣で産出される牛伏砂岩（石質ワッケ）である。台石は戦後コンクリートで固められており、コンクリート上端から笠石の上端までの全高は152.5センチメートル。碑身は高さ129センチメートル、幅69センチメートル、厚さ62センチメートルの四角柱で前面に6行80文字を丸彫りで刻む。笠石は幅95センチメートル、奥行き90センチメートル、中央厚さ27センチメートル、軒面厚さ15 - 17センチメートルである。碑の下部はコンクリートに埋まっているが、先端を切り落とした角錐形で「國」の一字が刻まれているとされる。
碑文は上野国の片岡郡、緑野郡、甘良郡の三郡から300戸を分けて多胡郡を新設したとの内容で、『続日本紀』和銅4年（711年）3月辛亥（6日）条と一致しており、同書から711年ごろの建立とされる。
台石の上に柱状の碑身を立て、その上に蓋石を載せる多胡碑のような形態の碑は中国ではほとんど確認されておらず、日本国内に那須国造碑（栃木県大田原市）、阿波国造碑（徳島県名西郡石井町、塼製）、浄水寺天長3年銘碑（熊本県宇城市）があるのみとみられる。特に那須国造碑は地理的にも時期的にも近く、関連があると考えてよい。朝鮮には高句麗に柱状で蓋石を持たない石碑（好太王碑、中原碑）が、新羅に板状で蓋石を持つ石碑（北漢山碑）が確認できることから、多胡碑の形式は両者の特徴を受け継いだものである可能性が指摘されている。
多胡碑の笠石と台石は変遷していることが知られている。笠石は2つに割れており、安永3年（1774年）高桑闌更編『俳諧多胡碑集』の図では亀裂の方向は右側面から正面左だが、1878年（明治11年）宮内庁所蔵写真、1952年（昭和37年）尾崎喜左雄『上野三碑の研究』所載図、平成時代で向きが変遷している。戦後の再建の過程などで向きが変わったものとみられるが、笠石の加工などの検討から当初の向きは最も幅の狭い亀裂の入った面が正面に来ると考えられている。周囲も江戸時代には敷石が敷かれていたとされ、「明治十四年四月上野国多胡郡池村古碑上家建築仕様目論見帳」に礎切石代が計上されていることから、1882年（明治15年）頃に木製の「雨覆」や土壇が設置された際に台石も据えられたと考えられている。
1967年（昭和42年）には鉄筋コンクリート製多胡碑覆屋が完成した。
2023年（令和5年）12月から2024年（令和6年）にかけての保存修理で、笠石の亀裂を漆喰や砂岩で修理し、前後が逆になっていた笠石の位置が正しい向きに直された。
通常は覆屋のガラス越しの観覧となる。ただし、碑文にある「和銅4年3月9日」の日付に因んで、その近辺の休日に「多胡碑まつり」が開催されており、その日には扉が開かれ直接見学できる。

## 碑文

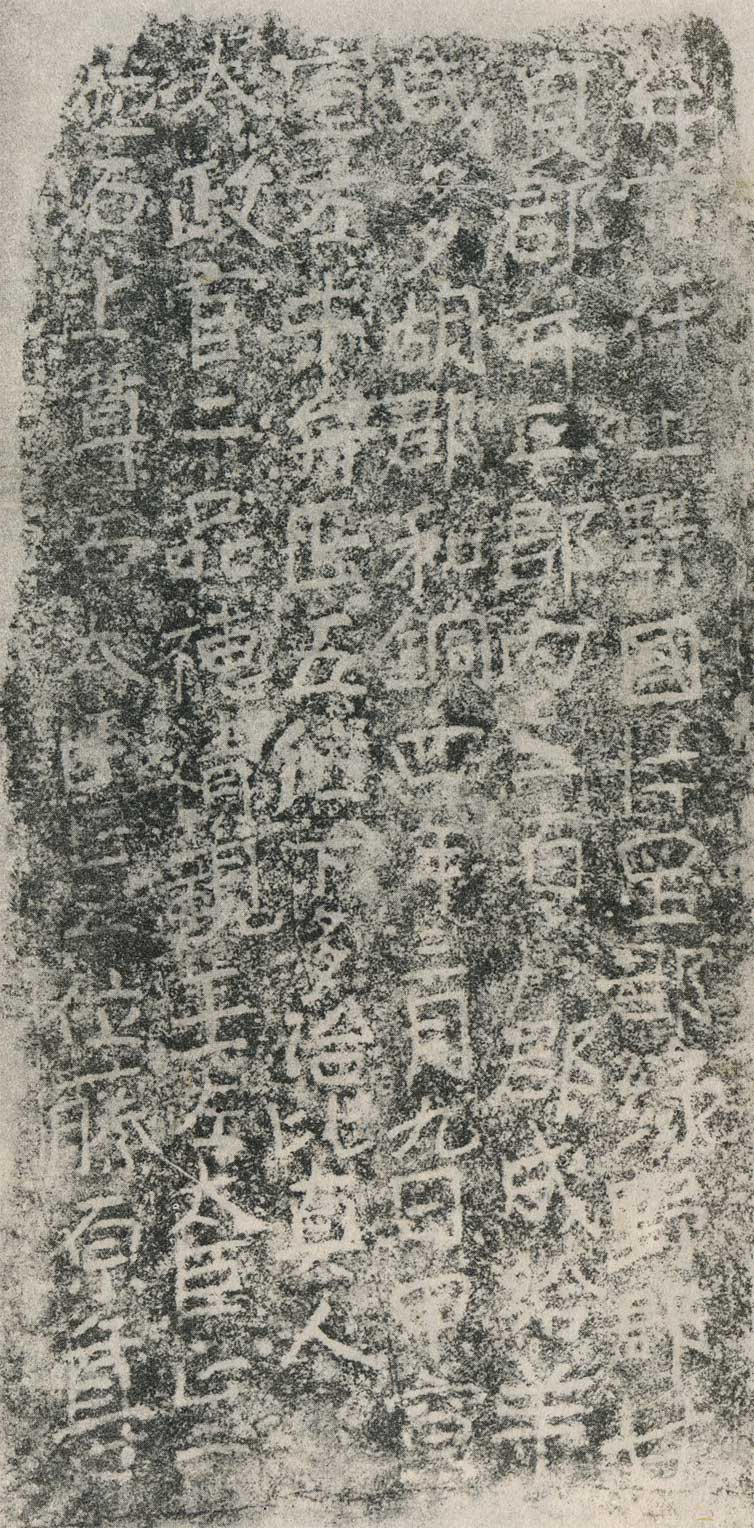
多胡碑 拓本

多胡碑の碑文は以下の通り。上部6段までは字の縦横が揃っているが下部は上下が揃っていないが、その原因は牛伏砂岩の水酸化鉄集合体の縞模様が固いことにあり、それを避けて文字および筆画を配置したことによる。碑面に現れた縞模様は拓本でも左上や中央下を走る垂直線、7段目と8段目の間の水平線として確認できる。

### 読み下し
弁官符（おお）す。上野国の片岡郡、緑野（みどの）郡、甘良（かんら）郡并せて三郡（みつのこおり）の内、三百戸を郡となし、羊に給いて多胡郡（たごのこおり）と成せ。和銅四年三月九日甲寅に宣（の）る。左中弁・正五位下多治比真人。太政官・二品穂積親王、左太臣・正二位石上尊、右太臣・正二位藤原尊。

### 現代語訳
朝廷の弁官局から命令があった。上野国片岡郡・緑野郡・甘良郡の三郡の中から三百戸を分けて新たに郡をつくり、羊に支配を任せる。郡の名は多胡郡としなさい。和銅4年3月9日甲寅に命令が伝えられた。左中弁正五位下多治比真人（多治比三宅麻呂）。太政官の二品穂積親王、左太臣正二位石上尊（石上麻呂）、右太臣正二位藤原尊（藤原不比等）。

### 解釈
『続日本紀』和銅4年（711年）3月条の「辛亥（6日）（中略）上野国の甘楽郡の織裳・韓級・矢田・大家、緑野郡の武美、片岡郡の山など六郷を割きて、別に多胡郡を置く。」との記述に対応すると解されてきた。
- 「弁官符」 - 太政官弁官局の発した符（下達文書）を指すとされるが、他に例がない[17]。
  1. 太政官符説 - 太政官符は弁官が伝宣するものであることを理由として、弁官符を太政官符の別名と解する尾崎喜左雄による説[18][19]。
  2. 独自の文書形式説 - 弁官符という太政官符とは異なる独自の文書形式が存在したとする東野治之による説[20]。
  3. 勅符説 - 天皇の命を伝えるため、太政官の弁官で作成された勅符（詳しい形式は明らかでない）の別名であるとする森田悌による説[21]。
  4. 「おおす」説 - 平城京跡で出土した木簡には「符」を命令の意味を持つ和語へのあて字として使われた用法があることから、「弁官おおす」という意味に解する説[22]。東野治之による説[18]。
  5. 「官符を弁（わきま）へ」説 - 熊倉浩靖による説。
- 「三百戸郡成」 - 戸令に50戸を1里となすとの規定があり、300戸は6里（郷）に相当するため『続日本紀』の記述と合致する[23]。
- 「給羊」 - 多胡碑解釈の中心であり、古来から「羊」の解釈には以下のような諸説がある。
  1. 人名説 - 多胡碑が「羊太夫之社」とされてきたように古くからある説で、中世以降の「羊太夫」伝承もこの解釈から派生した伝説と言われる。尾崎喜左雄による「羊」は初代郡領の名であったとする説がよく知られている。古代に羊あるいは比都自という人名の例があることを根拠の一つとし、尾崎は氏姓（うじ かばね）を持たない渡来系の人物であった可能性を指摘している[24][25][26][注釈 1]。ただし人名説を採用する場合でも、姓の記述がないことのみをもって「羊」を渡来系の人物とみることには批判がある[27]。
  2. 方位説 - 多胡郡が上野国府の南西（未）に位置することによる説。この場合「給」は上の文言につけて「郡と成し給い」と読まざるをえないが、文中に他に同様の助動詞を用いた部分がない[28]。
  3. 動物説 - 氈（じゅうたん）を製作するためのヒツジを与えたと解する説[29]。
  4. 省画説・通用字説[30] - 「群」「養」「祥」「蓋」などの略字とする説[31]。
  5. 誤字説[30] - 「半」「年」などの誤りとする説[31]。
- 「和銅四年三月九日」 - 『続日本紀』記載の建郡日と3日のずれがあるが、尾崎喜左雄は6日を決定日、9日を公示日と解している[18]。
- 「左中弁・正五位下多治比真人」 - 官位から多治比真人三宅麻呂とみられる[32]。
- 「太政官・二品穂積親王」 - 当時知太政官事の地位にあった穂積親王[32][33]。
- 「左太臣・正二位石上尊」 - 左大臣石上朝臣麻呂。「尊」は尊称で、正倉院文書に書状の宛名の敬称として見える[32][33]。
- 「右太臣・正二位藤原尊」 - 右大臣藤原不比等[32][33]。

## 考証
上野三碑という全国的にも数の限られた古代の石碑が、多胡郡の限られた地域内に3基集中して存在している点について、三碑の建碑主体や建碑の背景、多胡郡の建郡の関係について考察がなされている。
尾崎喜左雄は碓氷郡には簗瀬二子塚古墳、片岡郡には観音塚古墳、甘楽郡には笹森古墳といった大規模な前方後円墳があるのに対し、多胡郡地域には小規模な古墳しか分布しないことから、多胡郡地域には強大な豪族が存在せず、甘楽郡や韓級郷の地名を「から」すなわち渡来系住民に由来するとみて、多胡郡地域の帰化人グループのリーダーだった人物が多胡碑文中の「羊」であり、初代多胡郡郡領となったと解している。その後の発掘によっても多胡郡地域では大規模な瓦生産が行われるなど先進産業地域であったことが確認されており、渡来系氏族の存在が推定されている。
尾崎は多胡郡周辺地域に存在した有力豪族として石上部君、物部君、佐野三家（屯倉）を想定している。「佐野三家」とは山ノ上碑碑文に出てくる文言であり、金井沢碑碑文の「三家子■」「三家毛人」とも関連しているとみられている。屯倉は大化の改新で廃止されたとされるが、これら碑文からは屯倉関係者が以前勢力を保っていたことが分かる。屯倉関係者の中核は金井沢碑に「物部君」として見える物部氏であったとみられる。多胡碑の南約2キロの矢田遺跡では「物部郷長」の線刻を持つ石製紡錘車が出土しているほか、上野国分寺跡では「山字物卩子■」と書かれた文字瓦が出土しており、多胡郡内の矢田郷や山字郷などでも物部氏が勢力を有していた。多胡郡の建郡はこのような佐野三家・物部氏勢力の中核地域を含むものであり、大化の改新で完遂できなかった地域秩序の改編という政策的意味があると考えられており、多胡碑建碑もそれを百姓に示す意図を有することが指摘されている。多胡碑の文字が7 - 9センチメートルと大きい（那須国造碑は1.8 - 2センチメートル）ことも、大きな文字それ自体を権威の象徴として見る者に示す政治的理由があったとの説がある。
若狭徹は建碑の動機に羊に代表される渡来系氏族と佐野屯倉に関係する氏族の政治的対立があったと指摘する。乙巳の変以降、国造や屯倉が廃止されていったことで、豪族たちの間で評造（郡領）への任官を目指す競争となり、官家をあずかってきたという政治的アピールが行われるようになる。特に佐野屯倉の存在した地域は車評（群馬郡）と片岡評に分割され、関係者は郡評の地位を得られなかったために、山ノ上碑によって佐野三家をあずかってきたことを強調したが、渡来系氏族の羊が多胡郡を建郡したことで政治的に敗北した。これは前方後円墳を築造してきた伝統勢力よりも、新しい経済力や技術力を有する渡来人集団が国家形成に求められた結果であり、山ノ上碑とは異なる形式・字体の多胡碑の建碑は、渡来系という建郡者の文化的背景を強調し、多胡郡建郡の正当性を主張して山ノ上碑に対抗する意図があったと説明している。

## 歴史

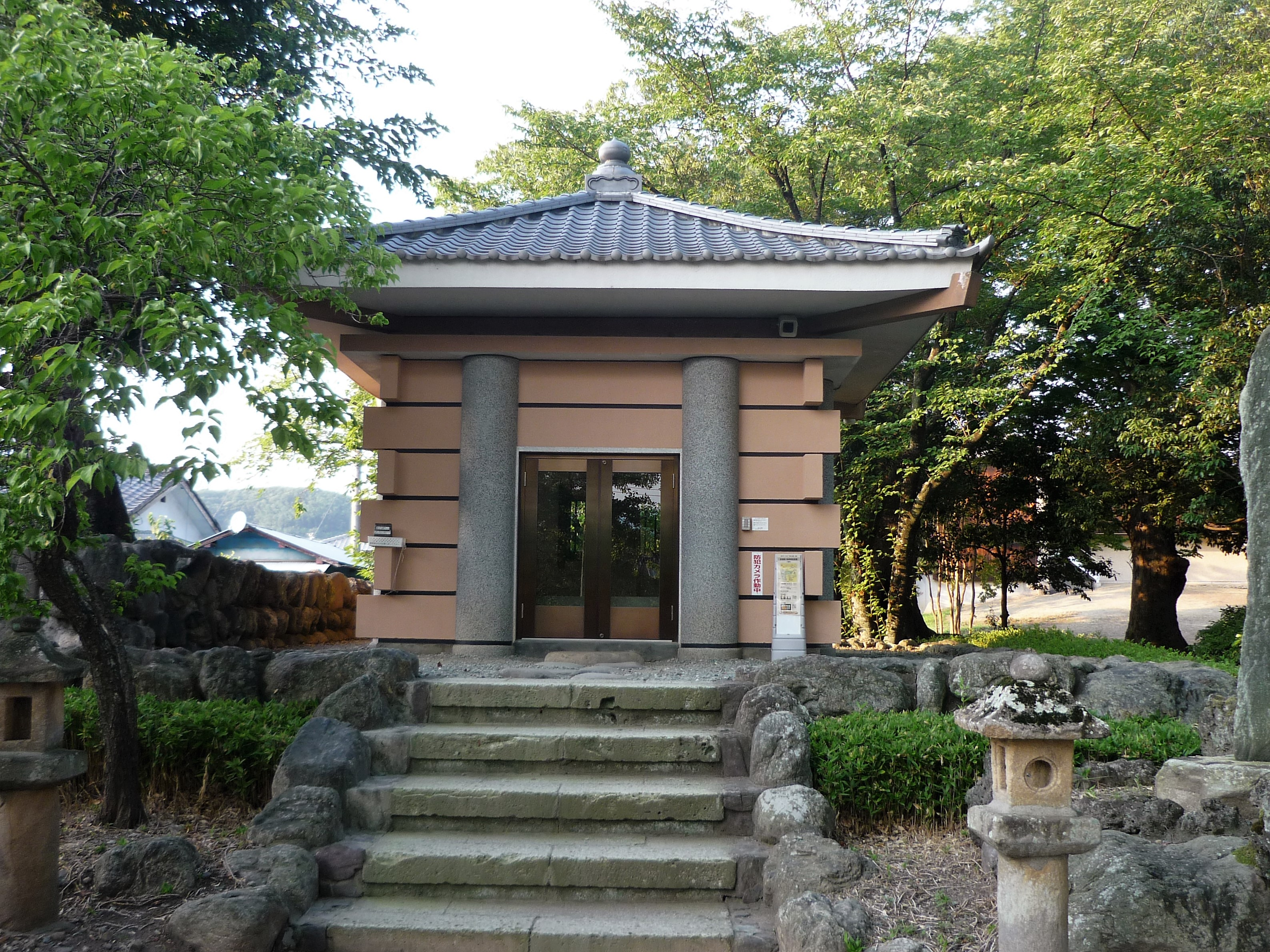
覆堂

多胡碑の所在地の字は「御門」という名であり、尾崎喜左雄は御門の語を施政を行う場所の南門に由来するとみて、当地を多胡郡の郡衙の所在地であると推定している。実際、平成28年（2016年）に多胡碑周辺において郡衙主要施設の正倉の遺構が発見されている。加えて尾崎は、それ以前の支配者から郡司が任命されることから、多胡郡設置以前から有力者の本拠地であったと推定し、『続日本紀』に言う「大家郷」を当地に比定している。他方で、『続日本紀』の郷名は西から順に並んでいるとして、大家郷の地は吉井町池よりもさらに東であるとの説も存在する。
8世紀に建碑されたと考えられる多胡碑だが、9世紀後半頃からの郡衙の衰退、その後の律令制の崩壊と共に、多胡碑も記録に表れなくなる。再び所在が明らかになるのはおよそ700年後のことである。永正6年（1509年）に連歌師の宗長によって執筆された『東路の津登』に「上野国多胡郡弁官符碑」として碑の存在が示され、浜川並松別当の系図に多胡碑文が記載されている。
多胡碑の江戸時代前期以前の状態は不明な点も多い。
近世になって伊藤東涯（『盍簪録』）や青木昆陽（『夜話小録』）が著書で取り上げ、碑を通じた文化交流がみられた。享保5年（1720年）の伊藤東涯『盍簪録』は碑の図を掲載しており、地元では「羊太夫之社」と呼ばれており、穂積親王の墓であるとする説があるなどの紹介をしている。延享2年（1745年）の青木昆陽『夜話小録』では伝聞ではあるが、碑は長く榎の下に倒れていたとしている。また、安永3年（1774年）の泰亮（愚海）『上毛傳説雑記拾遺』では50 - 60年前に土の中から掘り出したとしている。
さらに江戸中期の『上毛国風土記』では堂が建てられているとし、天明6年（1786年）の奈佐勝皐『山吹日記』には拝殿が設けられているとしている。江戸時代に多胡碑を取り上げた文献はほかにも藤貞幹『好古小録』、松平定信『集古十種』、狩谷棭斎『古京遺文』、伴信友『上野三碑考』、木部白満『三碑考』などがあり、高橋道斎は拓本をとり『上毛多胡郡碑帖』を作るとともに、沢田東江を案内したことで書道史の面でも注目を集めた。
近代になると明治9年（1876年）に熊谷県改変に伴って群馬県が新設された。楫取素彦が初代県令として就任し、その足で多胡碑を訪れ保護の重要さをうったえ、結果多胡碑周辺の土地が政府買い上げとなった。
大正10年（1921年）に山上碑、金井沢碑とともに史跡指定を受けた。
第二次世界大戦後の1945年（昭和20年）9月、進駐軍による接収を避けるため、文部省（当時）の指令により吉井町（当時）が56m東方にある畑地に埋設坑を掘って隠存された。しかし、翌1946年（昭和21年）には掘り返され元の位置に復元された。ただ、隠存時、笠石が埋められたかどうかや、台石の処置をどうしたかは不明である。
福田赳夫、福田康夫元総理、日本人初のノーベル賞受賞者の湯川秀樹など、多方面に渡る著名人の訪問を受け、昭和50年（1975年）には当時学習院高等科に在籍していた徳仁親王も訪問している。昭和29年（1954年）、国の特別史跡に指定され、平成8年（1996年）には市立の記念館が併設された。
周辺遺跡発掘調査が進められ、正倉跡から一段低い段丘で竪穴状遺構が確認されているほか土器も出土している。
先述のように多胡碑の笠石の向きは江戸時代以降に複数回変えられたが、亀裂が正面に来るのを避けたためと推測された。また、高崎市の調査で碑身の辺縁部に笠石の重みが集中し、そのままでは碑身が破損するおそれがあることが分かった。そのため2023年（令和5年）12月から2024年（令和6年）にかけての保存修理で、笠石を碑身全体で支えるよう補強するとともに、亀裂も修復し、本来の位置とは前後している笠石の方向も正しい位置に復元された。

## 書道史上の価値
書道史の面から見ると、江戸時代に書家高橋道斎・沢田東江によって拓本がとられ、彼らが『上毛多胡郡碑帖』を刊行したことでその価値を全国に紹介され、その後多くの文人、墨客が多胡碑を訪れている。筆の運びはおおらかで力強く、字体は丸みを帯びた楷書体である。書風は中国南北朝時代の摩崖碑に通ずると言われる。
碑文の書風は1764年（宝暦14年）に朝鮮通信使によって朝鮮半島に、さらに燕行使によって中国にまで伝えられた。1880年（明治13年）に来日した清国の楊守敬もその価値を認め、『楷法溯源』には多胡碑から39字が採録された。
長い間風雪に晒されていたため、碑面の風化も少なくなく、それによって本来の字形の判別が困難となっていた面もある。例えば従来刻線の彫り方は断面がV字となる薬研彫りであるとされることが多かったが、風化によって角がとれたため本来丸底彫りであったものが太い薬研彫りのようになったとの指摘がなされている。また、江戸期の拓本には現在と字形が違うものが含まれているものがあり、風化の影響だけでなく追刻の結果であると考えられている。追刻の影響が特に顕著な字は1行目下から2文字目の「郡」と4行目上から5文字目の「正」で、現在「郡」は口が小さく、「正」は4画目が1画目まで達しているが、古い拓本では口は大きく、4画目は1画目に達さない。安永3年（1774年）刊『多胡碑集』、天明7年（1787年）刊『耳比磨利帖』は、追刻以前の字形を伝えていると考えられる。なお本ページの拓本は追刻後の字形である。

## 周辺施設

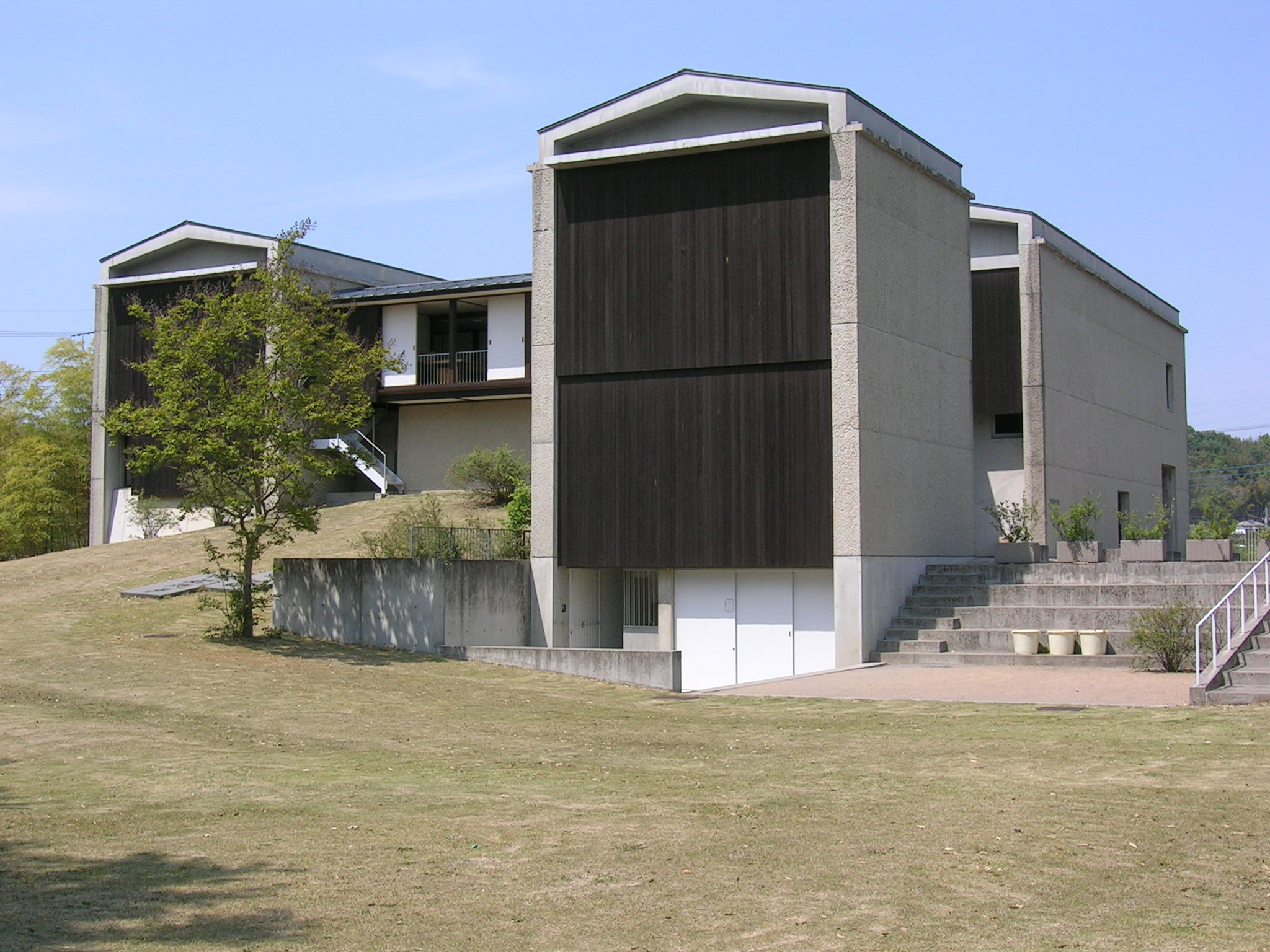
多胡碑記念館

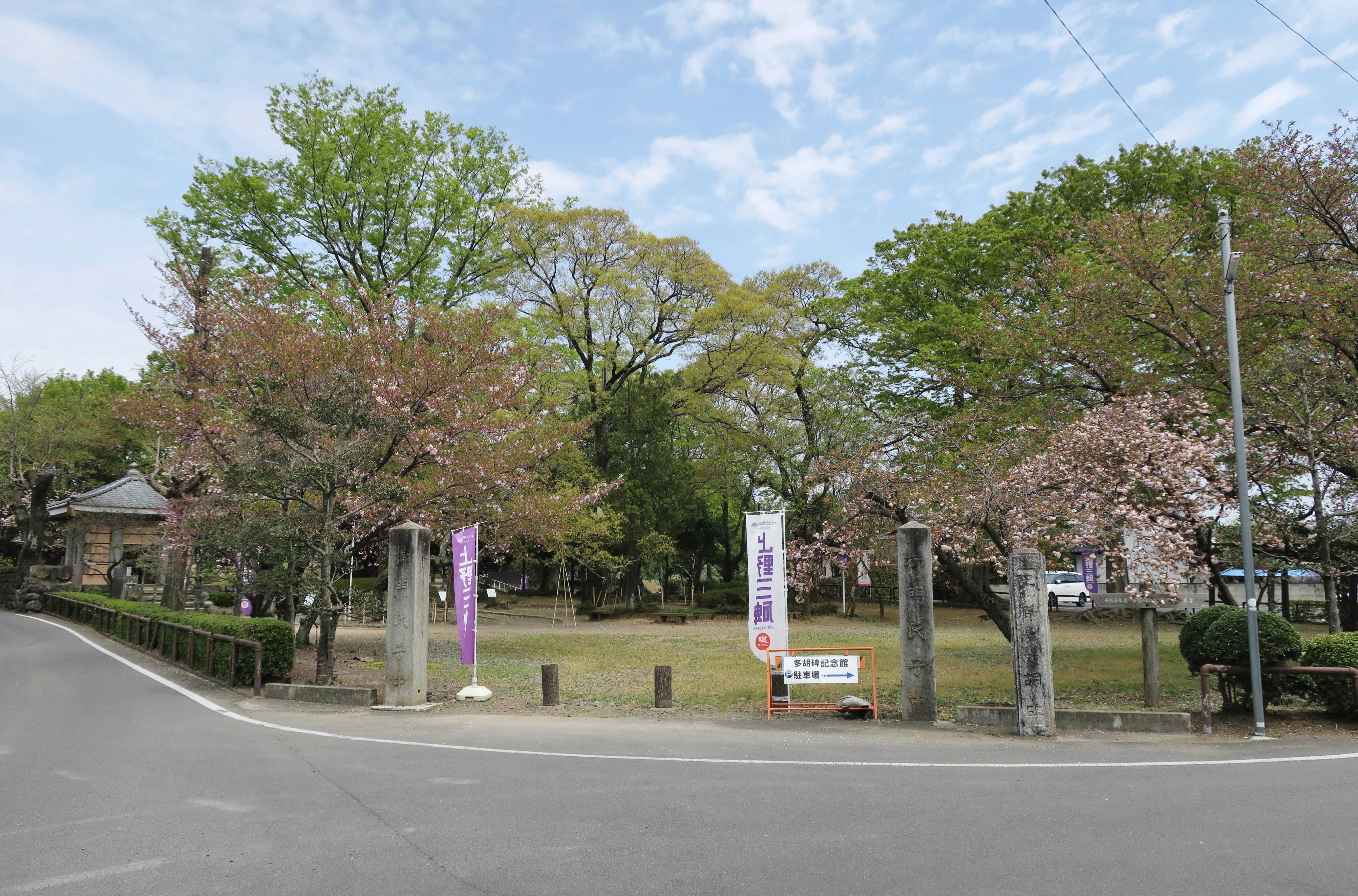
吉井いしぶみの里公園

- 併設の多胡碑記念館は、多胡碑の研究資料の他、考古資料や古代中国の拓本などを展示している。開館時間は午前9時30分 - 午後5時（入館は午後4時30分まで）。毎週月曜日（祝日の場合は翌日）、年末年始（12月28日 - 1月4日）休館。
- 多胡碑と記念館を含めた一帯は「吉井いしぶみの里公園」として整備されている。公園内には、移築復元された古墳2基（南高原1号墳、片山1号墳）や古代ハスの池、歌碑などがある。また、多胡碑の碑文が公園内の石垣にあしらわれている。
- 多胡碑の敷地内に群馬県初代県令の楫取素彦の歌碑「深草のうちに埋れし石文の 世にめつらるゝ時は来にけり」がある。
- 吉井運動公園が隣接している。
- 多胡碑の南西約4.5キロメートルに位置する辛科神社（高崎市吉井町神保）は、鎌倉時代の懸仏を所蔵する古社で、『上野国神名帳』にも多胡郡の筆頭に「従二位 辛科明神」として見える。社名は『続日本紀』で多胡郡に組み入れたという6郷の一つ、韓級郷に由来するとみられ、当社鎮座地が多胡郡の韓級郷の地に比定されている[56]。

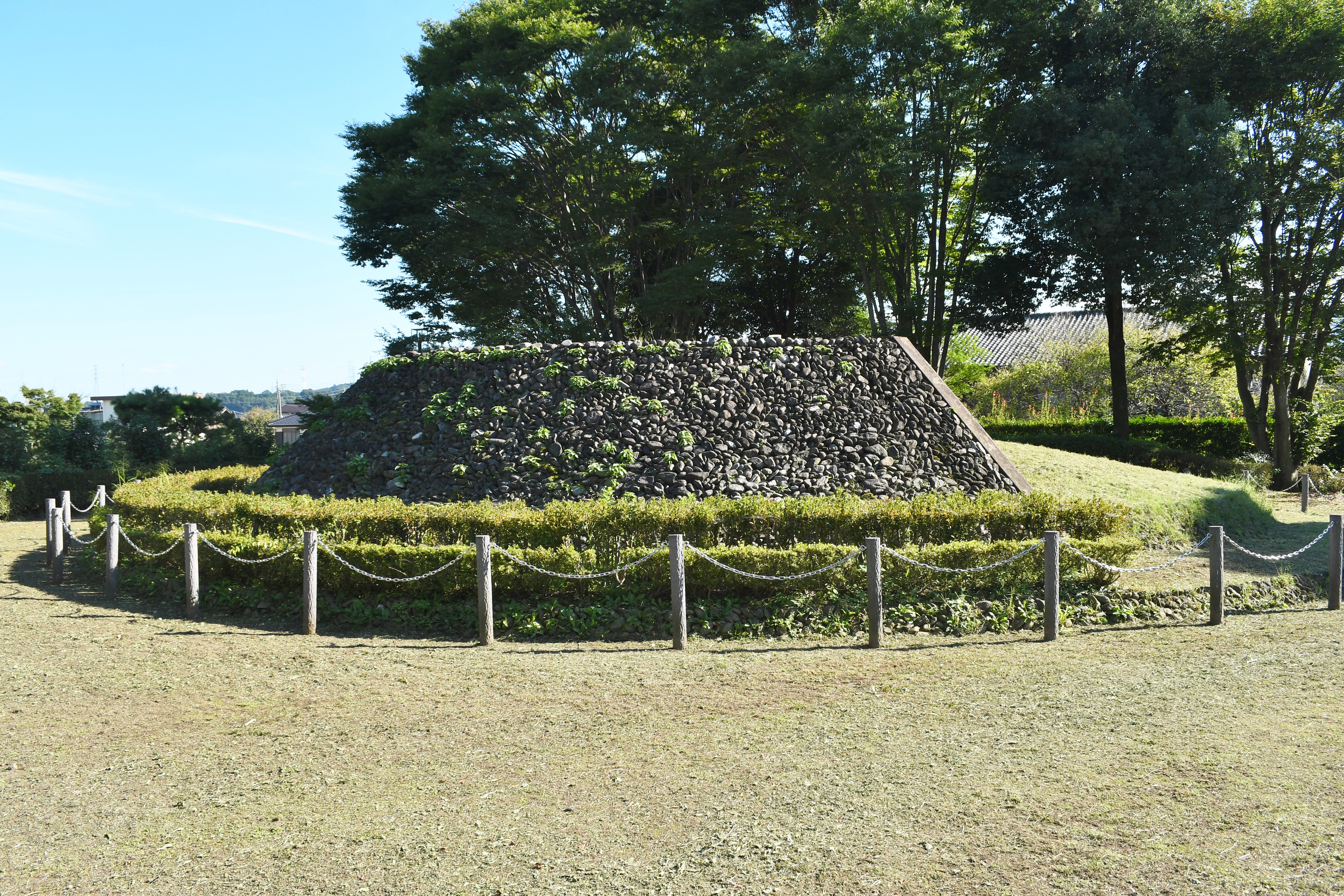
南高原1号墳 墳丘（移築復元）
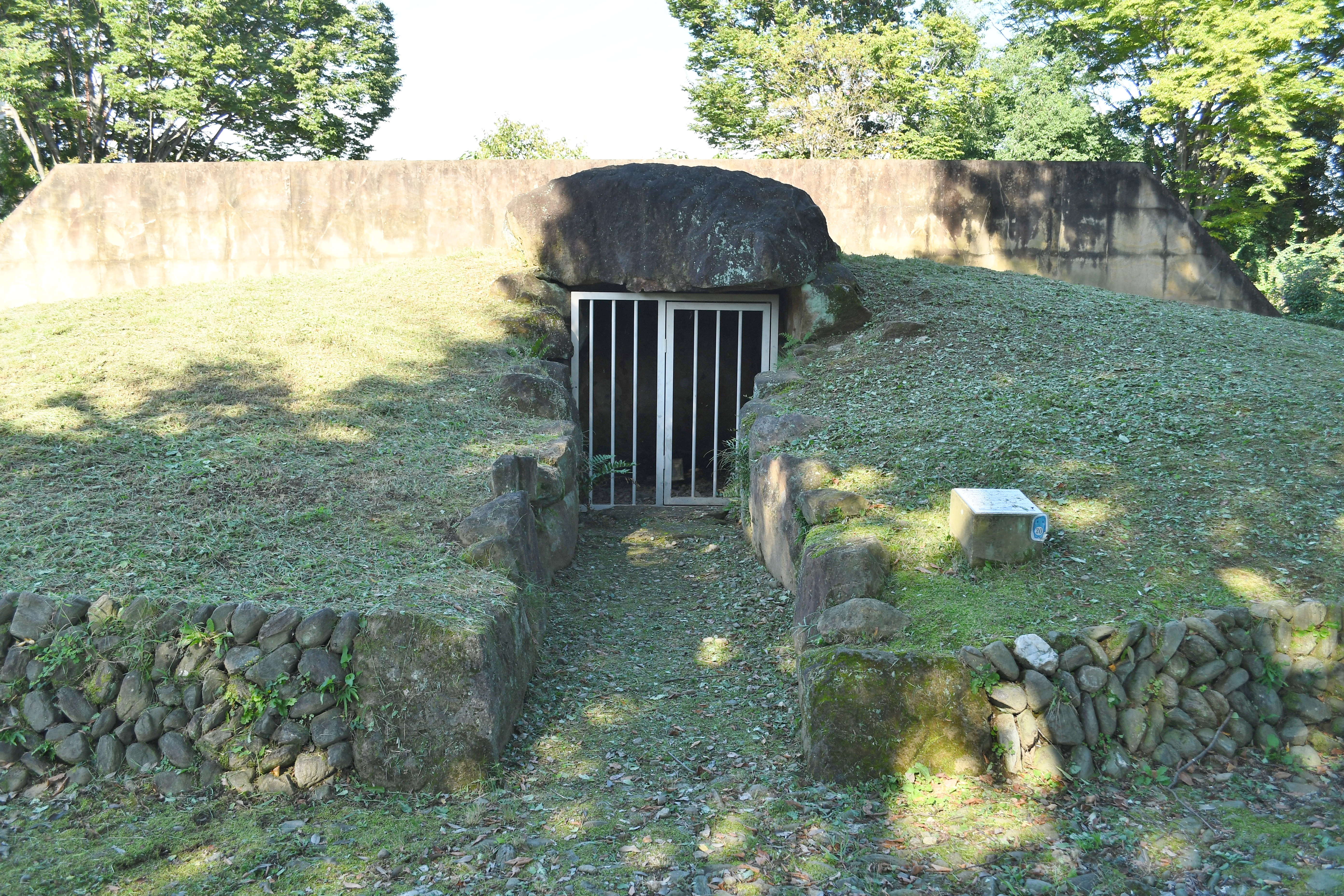
南高原1号墳 石室開口部（移築復元）
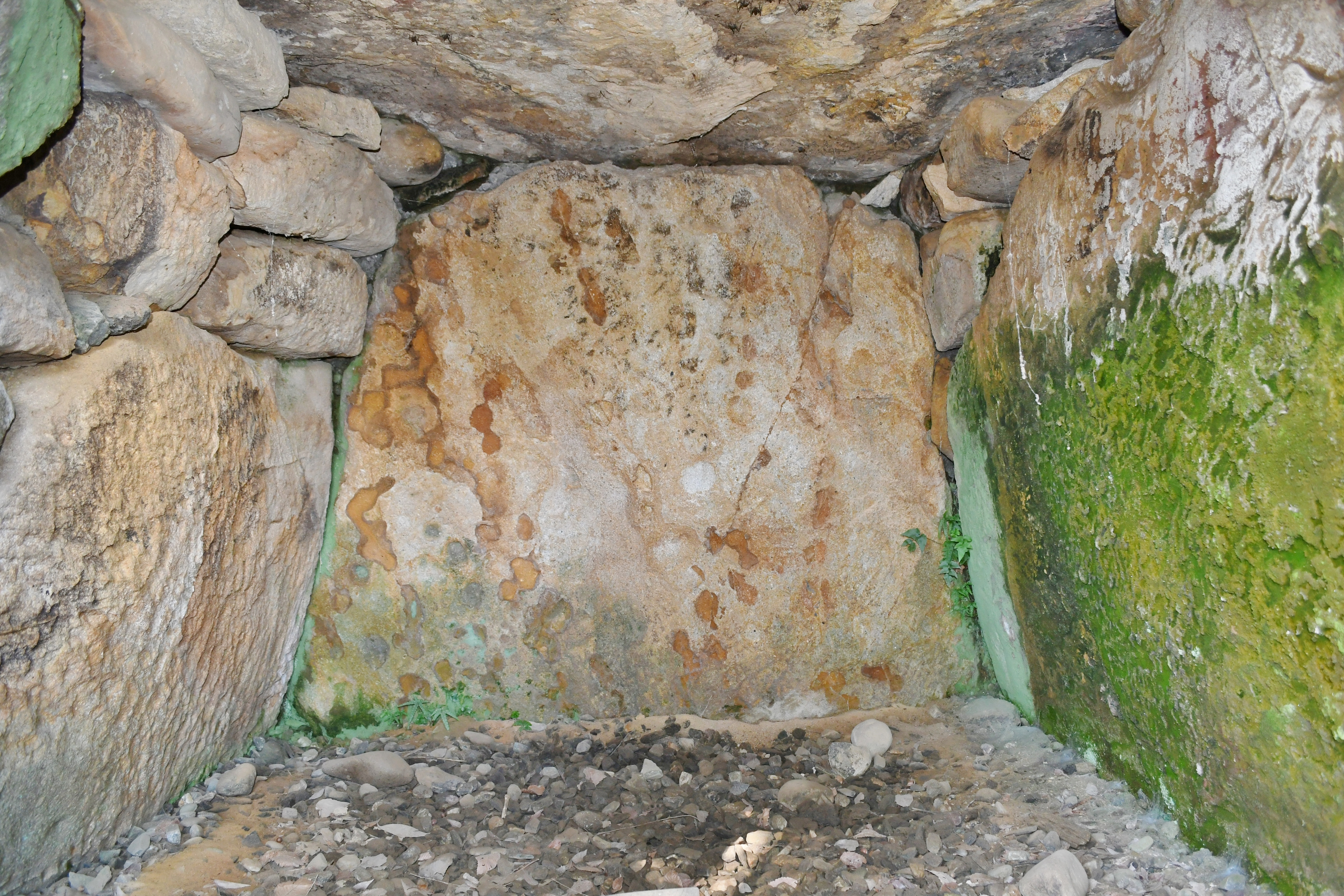
南高原1号墳 石室内部（移築復元）
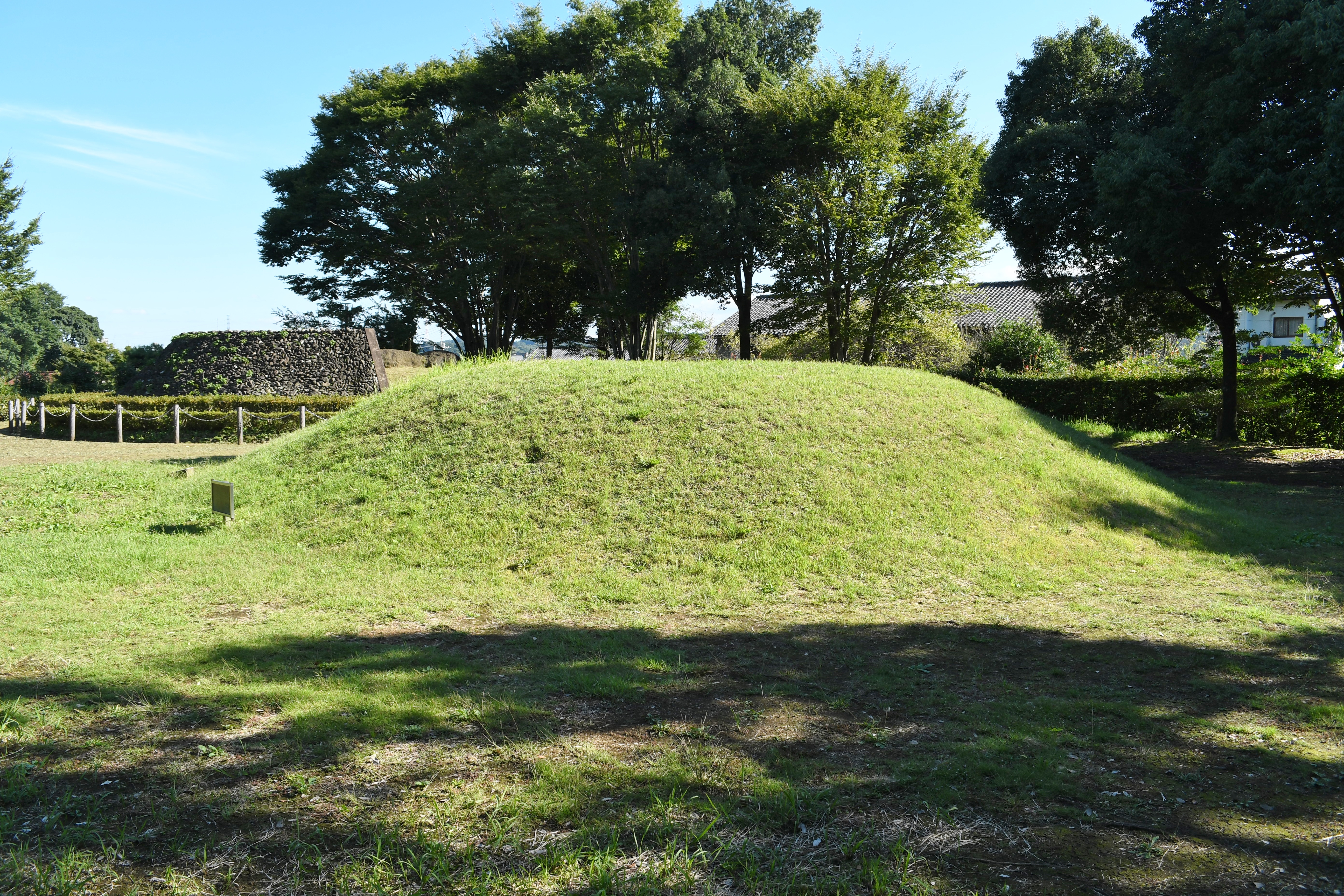
片山1号墳 墳丘（移築復元）

## 交通
- 上信電鉄上信線吉井駅・馬庭駅から徒歩25分（わかりやすい一本道ではないので吉井駅常駐のタクシー利用が望ましい）
- よしいバス（自家用有償バス）南陽台・馬庭線多胡碑記念館前停留所から0分（便数極小）。

## 関連碑
以下の碑については同様の碑文を持ち真碑であるとする説が唱えられたこともあるが模造碑とみられている（模造碑とした上で江戸時代に別に存在した真碑の模造であるとする説もあるが、加刻の有無や『耳比磨利帖』にある拓影の参照による反証も提示されている）。
- 横尾家の碑（群馬県妙義町） - 安山岩製で文字は古風[47]。「郡」と「正」の字が加刻後の字形と指摘されている[47]。
- 三浦家の碑（福島県耶麻郡） - 安山岩製で文字は古風[47]。下部3分の1を欠くが、「正」の字は古形をとどめている[47]。
- 仁叟寺の碑（群馬県吉井町） - 石質は多胡碑と同じ[47]。「郡」の字が加刻後の字形であるが、「正」の字は加刻以前の古形をとどめている[47]。